# 21e Legerkorps (Wehrmacht)
Het 21e Legerkorps (Duits: Generalkommando XXI. Armeekorps) was een Duits legerkorps van de Wehrmacht tijdens de Tweede Wereldoorlog. Het korps kwam alleen in actie tijdens de Duitse invasie in Polen in 1939.

## Krijgsgeschiedenis

### Oprichting
Het 21e Legerkorps werd opgericht op 10 augustus 1939 in Wehrkreis I.

### Inzet

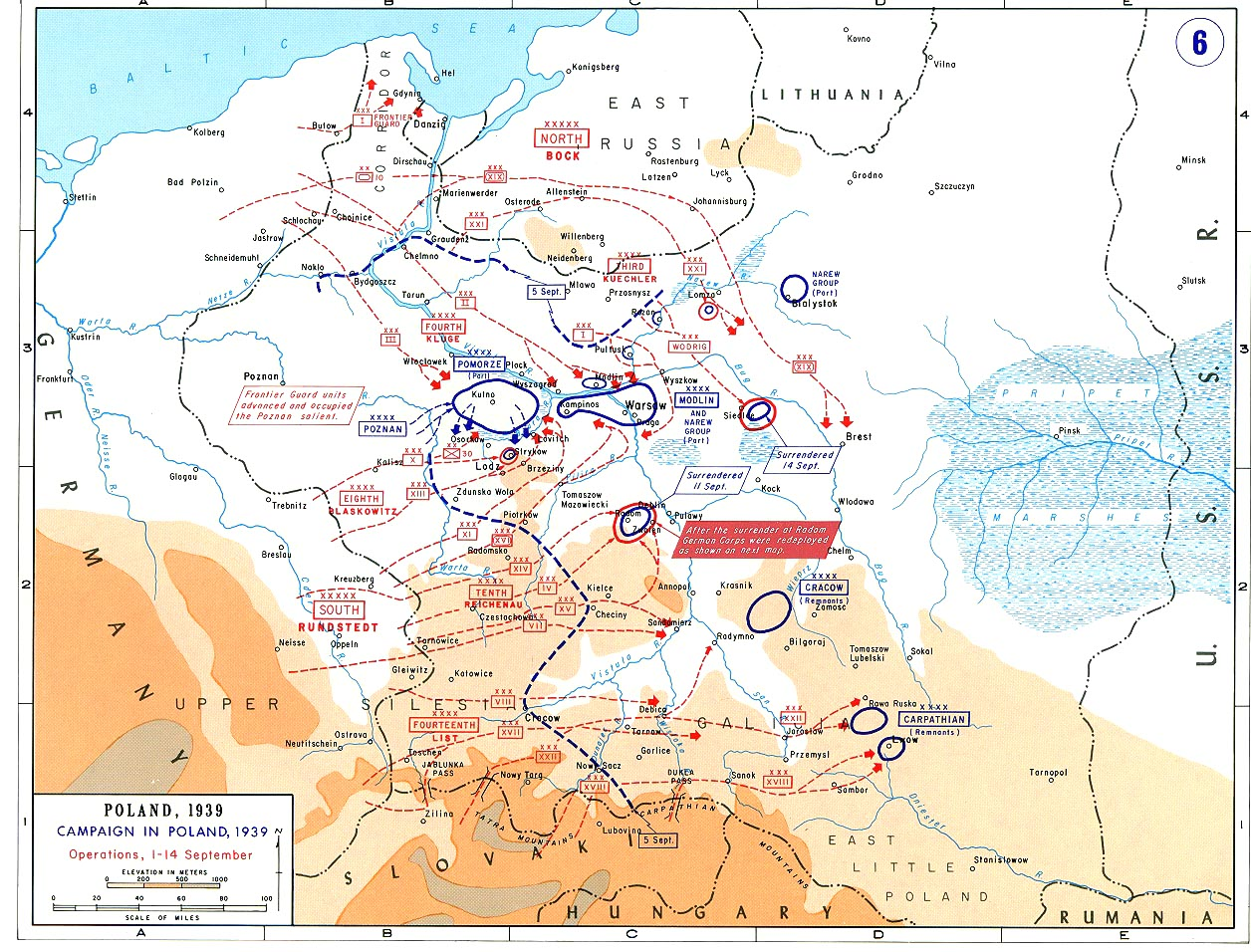
Fase 1 van de veldtocht

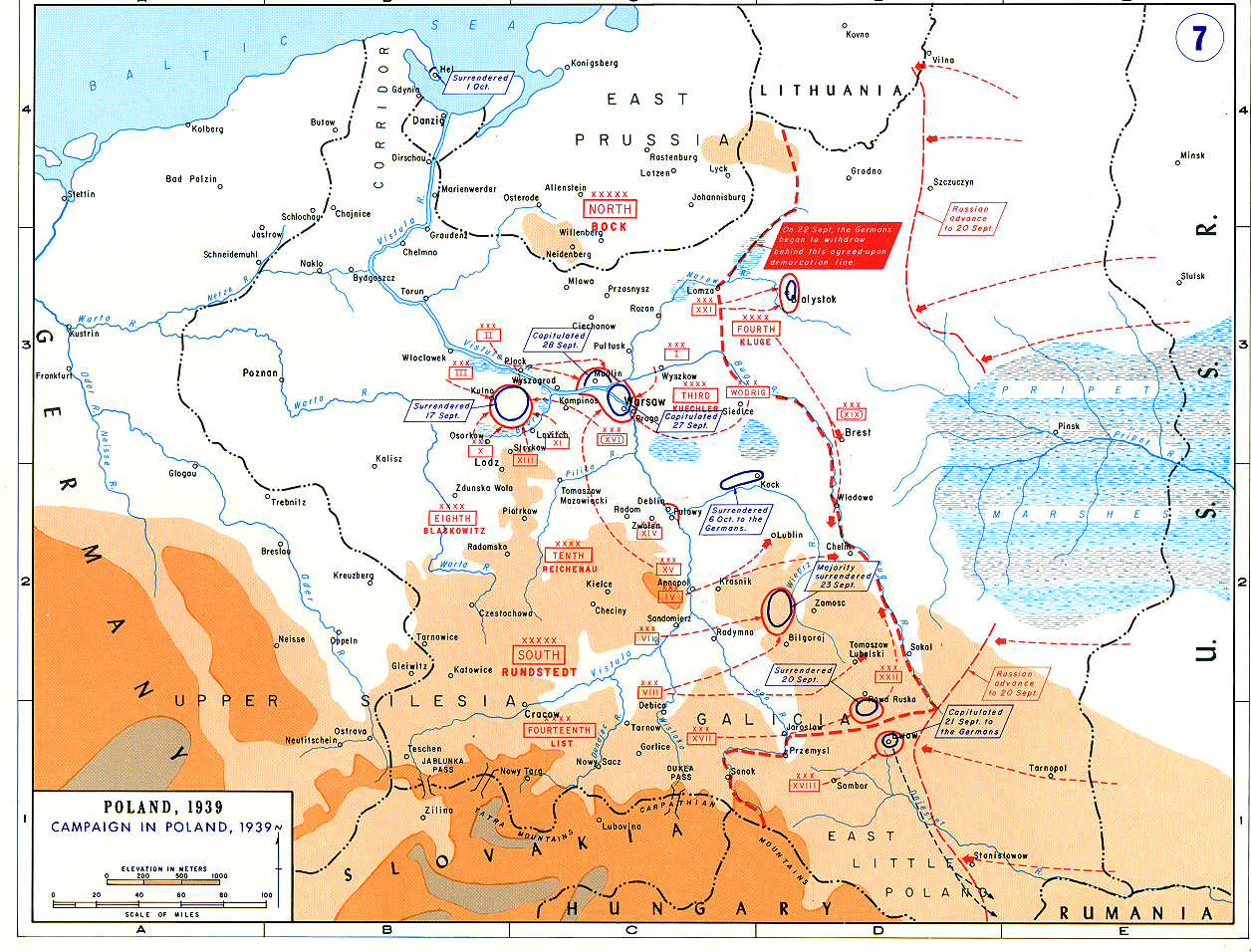
Fase 2 van de veldtocht

Tijdens de Polen-veldtocht (Fall Weiss), rukte het korps (met de 21e en 228e Infanteriedivisies, en onder bevel van het 3e Leger) op langs de oostelijke oever van de Weichsel vanuit Marienwerder in Oost-Pruisen richting Graudenz en ondervond later op de dag tegenstand van de 16e Poolse Infanteriedivisie. De Osa werd op 2 september overgestoken. De Duitse infanterie ondervond veel weerstand ten noorden van de stad, maar kon zich de volgende dag een weg banen naar de eerste linie van Graudenz. Op 4 september betraden Duitse troepen de binnenste fortgordel van het fort. Met de verovering van Graudenz werd de verbinding met het 4e Leger tot stand gebracht en de Poolse Corridor doorbroken. Het 3e Leger versterkte zijn linkervleugel door het korps uit het front te halen en te verplaatsen naar het gebied Johannisburg – Lyck. De 228e Infanteriedivisie werd in zijn positie gelaten en het commando overgedragen aan het 2e Legerkorps van het 4e Leger. Vanuit zijn nieuwe positie werd eerst rond 10 september een aanval uitgevoerd op Łomża en vanaf daar tot 15 september oprukkend naar Białystok. Het korps bleef na de inname van deze stad daar. Maar daarna trok het korps zich terug tot eind september naar Oost-Pruisen, weer naar Johannisburg, om plaats te maken voor de Sovjet-troepen. In oktober werd het korps verplaatst naar het westen naar Trier. Op 24 november beschikte het korps over de 6e, 9e en 33e Infanteriedivisies.
Het 21e Legerkorps werd op 1 maart 1940 omgevormd in Armeegruppe XXI. Deze Armeegruppe zou de aanval op Noorwegen gaan leiden.

## Bovenliggende bevelslagen
| Leger               | Legergroep        | Plaats/regio        | Begin              | Eind                |
| ------------------- | ----------------- | ------------------- | ------------------ | ------------------- |
| 3. Armee            | Heeresgruppe Nord | Oost-Pruisen, Polen | 1 september 1939   | 15 september 1939   |
| 4. Armee            | Heeresgruppe Nord | Polen, Oost-Pruisen | 16 september 1939  | eind september 1939 |
| 3. Armee            | Heeresgruppe Nord | Oost-Pruisen        | begin oktober 1939 | 7 oktober 1939      |
| Grenzabschnitt Nord | OKH               | Polen               | 8 oktober 1939     | 10 oktober 1939     |
| 16. Armee           | Heeresgruppe A    | Trier               | 10 oktober 1939    | 1 maart 1940        |

## Commandanten

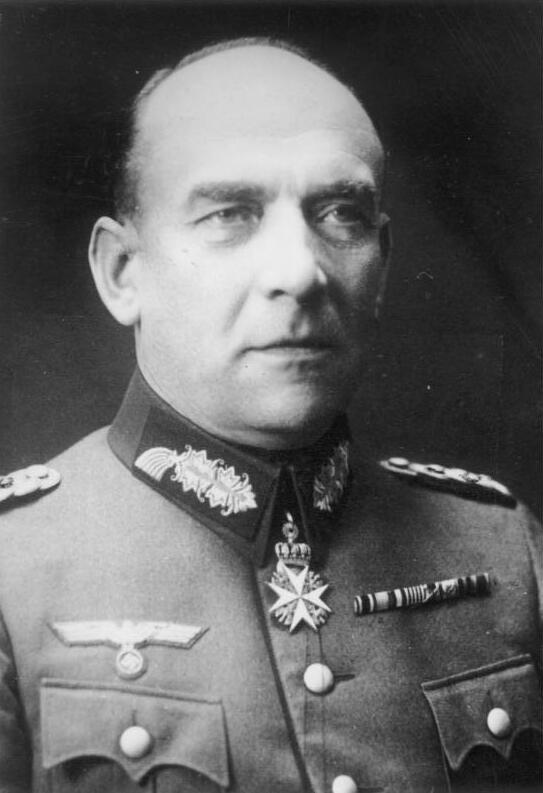
General Nikolaus von Falkenhorst

| Rang                                                          | Naam                     | Begin            | Eind         |
| ------------------------------------------------------------- | ------------------------ | ---------------- | ------------ |
| Generalleutnant General der Infanterie (vanaf 1 oktober 1939) | Nikolaus von Falkenhorst | 26 augustus 1939 | 1 maart 1940 |